# Qaraağaclı
Qaraağaclı, Qırmızı Samux (?-2018) è un comune dell'Azerbaigian situato nel distretto di Samux. Conta una popolazione di 2 319 abitanti.